# Florent Balmont
Florent Balmont (Sainte-Foy-lès-Lyon, 2 febbraio 1980) è un allenatore di calcio ed ex calciatore francese, di ruolo centrocampista, tecnico della formazione Under-19 dell'Olympique Lione.

## Carriera

### Gli inizi al Lione e il prestito al Tolosa
Balmont esordisce nella massima competizione francese, la Ligue 1, il 26 ottobre 2002 in occasione della vittoria della sua squadra per 1-0 sul campo dell'Ajaccio partendo dal primo minuto.
La stagione successiva viene ceduto in prestito alla squadra del Tolosa militante nella massima serie del campionato francese. Nonostante la stagione non esaltante della sua squadra lui si mette in mostra grazie alle sue buone prestazioni. Chiude la stagione in prestito con 34 presenze e 0 gol fatti.

### Nizza
A fine stagione torna al Lione e, dopo 2 presenze e il suo primo gol in Ligue 1 nella partita pareggiata 1-1 sul campo del Metz, viene ceduto alla squadra del sud della Francia del Nizza. Il primo gol con la nuova maglia arriva il 23 ottobre 2004 nella sconfitta per 3-1 contro lo Strasburgo. Conclude la stagione con 34 presenze e 4 gol segnati.

### Lilla
Il 1º luglio 2008 viene ceduto al Lilla per 3000000 € e inizia il ritiro con la squadra del nord della Francia. Esordisce con la nuova maglia il 9 agosto 2008 nella trasferta pareggiata 0-0 sul campo del Nancy. Il 25 ottobre 2008 nel pareggio interno contro il Caen serve il suo primo assist con la nuova maglia.
Il primo gol arriva nella stagione successiva nella vittoria per 2-0 sul Bordeaux in occasione della 13ª giornata. Esordisce per la prima volta in una competizione europea il 30 luglio 2009 nei turni di qualificazione di Europa League in occasione della partita vinta 2-0 sul campo dello Sloboda Uzice. Il 18 febbraio 2010 segna la sua prima rete europea nella gara valida per i sedicesimi di finale Lilla-Fenerbahçe terminata sul risultato di 2-1.
Nella stagione 2010/2011 vince il suo secondo campionato francese e la sua prima Coppa di Francia con la maglia del Lille risultando decisivo con le sue buone prestazioni sul campo.
Il 14 settembre 2011 fa il suo esordio nella massima competizione europea ovvero la Champions League nel pareggio per 2-2 contro il CSKA mosca.
Per la stagione 2013/2014 viene designato vice-capitano della squadra dietro al capitano Rio Mavuba. Il 3 dicembre nella vittoria per 1-0 sul Marsiglia serve l'assist del gol decisivo al compagno di squadra Nolan Roux. Il 17 gennaio nella trasferta persa per 2-0 sul campo del Saint-Étienne riceve un cartellino rosso lasciando la sua squadra in 10 al minuto 65'. Conclude la stagione con 35 presenze non riuscendo a segnare alcun gol.
La stagione 2014/2015 inizia con il doppio confronto contro gli svizzeri del Grasshopper in occasione del terzo turno preliminare di Champions League. In occasione della partita di ritorno, giocata allo stadio Pierre-Mauroy, riesce a segnare il gol del momentaneo vantaggio nella gara pareggiata 1-1. Il 21 settembre nella gara pareggiata 0-0 in casa contro il Montpellier raggiunge quota 200 presenze in Ligue 1 con la maglia del Lille.

### Digione
L'8 luglio 2016 viene annunciato il suo passaggio al Digione, neopromosso in Ligue 1, con cui firma un biennale.

## Palmarès

### Club

#### Competizioni nazionali
- Campionato francese: 2

Lione: 2002-2003
Lilla: 2010-2011
- Supercoppa francese: 1

Lione: 2004
- Coppa di Francia: 1

Lilla: 2010-2011